# マルセイユ国立バレエ団
マルセイユ国立バレエ団（フランス語: Ballet National de Marseille）は、フランスのマルセイユを拠点とするダンス・カンパニーである。モダンダンスとクラシック・バレエのどちらにも取り組むバレエ団である。

## 概要
マルセイユ国立バレエ団は、1972年にダンサー・振付家のローラン・プティにより設立された。
初公演の演目はプティ作の『ピンク・フロイド・バレエ』であった。ローラン・プティは自身の娘からピンク・フロイドのアルバムを渡され、これでバレエを作ってはどうか、と勧められていたという。このアイデアが熟成し、マルセイユのパレ・デ・スポールで初演された。初演ではピンク・フロイドが演奏している。それ以降、『ピンク・フロイド・バレエ』は世界中の都市で幾たびか上演されている。
ローラン・プティは自ら芸術監督として同団を率いたが、その演目にはプティの妻ジジ・ジャンメールを主要な役柄に配したモダンダンスもあった。
マリー＝クロード・ピエトラガラは1998年3月にバレエ団総裁兼校長に任じられ、2004年まで同職にあった。2004年9月には、1991年から2004年までベルギーのシャルルロワ・ダンセで監督を務め、同団をベルギーだけでなく国際的にも有名にしたフレデリック・フラマンが芸術監督に就任した。

## マルセイユ国立高等舞踊学校
1992年に付属校としてマルセイユ国立高等舞踊学校が設立された。バレエ団と学校は、新築された300席の劇場と9つのリハーサル・スタジオを備えた6,000平方メートル (65,000 sq ft) の建物に入っており、スタジオのうち2つはバレエ団用に確保されている。
バレエ団のスタッフは70人で、その半分はダンサーである。学校には毎年約120人の生徒が入学し、9年間の課程でダンスを学んでいる。